# Gil Cabral
Gil (Anes) Cabral (c. 1300 - 1362) foi um médico e prelado português.

## Ascendência
Luís Paulo Manuel de Meneses de Melo Vaz de Sampaio propõe, como pais do Bispo D. Gil, João Martins Cabral (c. 1270 - ?) e sua mulher, o que parece muito provável. João Martins Cabral documenta-se em 1309 como João Martins, Cavaleiro, dito Cabral, quando doou ao Mosteiro de Santa Maria de Salzedas um Casal em Soutosa, Moimenta da Beira, ao mesmo tempo que sua irmã Maior Martins Cabral, que em 1309 doou igualmente ao Mosteiro de Santa Maria de Salzedas uns Casais em Pera Velha, no termo de Soutosa, Moimenta da Beira.
Não há nenhuma razão para supor que João Martins Cabral não fosse também irmão de Geraldo Martins Cabral, que teve na vida religiosa o nome de D. Nicolau Martins Cabral e foi Dom Prior Comendatário do Mosteiro de Vila Boa do Bispo. Deve ter sido ele que ordenou o escudo de armas (religioso?) usado pelos Geraldes (descendentes de seu filho sacrílego Júlio Geraldes), que esquartela três flores de lis com as armas dos Cabral.
Eram virtualmente filhos de Martim Anes Cabral (c. 1240 - ?), o qual era certamente irmão mais novo do Pedro Anes Cabral que em 1278 era Comendador de Vide, sendo este Pedro pai de Aires Pires Cabral, que a 1 de Setembro de 1287 era Alcaide-Mor de Portalegre, Arronches, Vide e Mourão. Em 1304 «Aires Perez, dito Cabral, de Vila de Elvas», fez doação a Salzedas de uma sua quintã em Belmir. E em 1308, Aires Cabral, conjuntamente com os filhos de Pedro Martins de Arnoso, traziam indevidamente por Honra o lugar de Real, em São Martinho do Vale. Este Pedro Martins «de Arnoso» talvez fosse irmão de sua mãe, ou então, menos provavelmente, seu primo, filho deste Martim Anes Cabral.

## Biografia

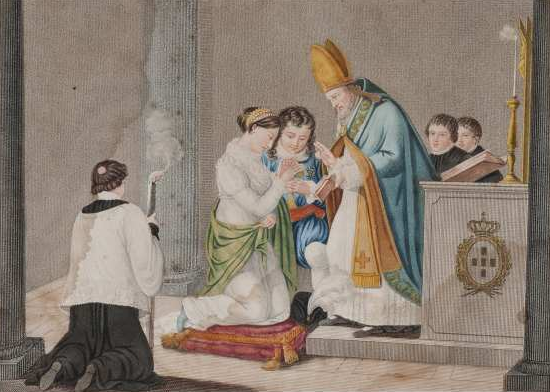
O casamento de D. Pedro e Inês de Castro em 1360

Foi Deão da Sé da Guarda em 1354, Médico de D. Pedro I de Portugal, 16.º Bispo da Guarda em 1360, etc.
Em Junho de 1360, sendo Bispo da Guarda, D. Gil jurou que, sendo Deão da Sé da Guarda e Físico do Infante D. Pedro, presidira em Bragança ao seu casamento secreto com D. Inês de Castro.

## Descendência
D. Gil fez Testamento a 30 de Maio de 1362, no seu Paço de Vila Fernando, deixando a Maria Gil, moradora em Belmonte, o usufruto de todos os bens que possuia antes de ser Bispo, ficando ela obrigada a vincular esses bens a uma Capela na Igreja de Santiago de Belmonte, deixando Administrador deste Morgado «hum da linhagem de ambos elles». E ela, de facto, Maria Gil, declarando-se filha do Bispo D. Gil e dizendo-se viúva e sem descendência, fez Testamento a 9 de Maio de 1397, onde instituiu o Morgado de Santa Maria de Belmonte, nomeando seu Administrador o sobrinho paterno Luís Álvares Cabral. Já depois, a 10 de Setembro de 1401, chamando-se a si própria Maria Gil Cabral, manda que a enterrem na sua Capela de Santa Maria da Igreja de São Tiago de Belmonte. Não podem, portanto, restar muitas dúvidas de que Álvaro Gil Cabral, pai daquele Luís Álvares Cabral, era irmão de Maria Gil Cabral e ambos filhos do Bispo D. Gil. É, portanto, o progenitor de todos os Cabral.